# طامي السميري
طامي السميري كاتب وصحفي سعودي، له اهتمام واسع بالسرد وبنقد الرواية، وصدرت له العديد من المؤلفات التي ترصد حركة الإبداع الروائي في العالم العربي وفي المملكة العربية السعودية، ومن أبرز مؤلفاته كتاب الرواية السعودية: حوارات وأسئلة وإشكالات)، وكتاب (حوارات في الرواية العربية).

## العمل
- عمل محرراً ثقافياً في صحيفة الاقتصادية.[5]
- يعمل محرراً ثقافياً في صحيفة الرياض.[6]

## إصدارات
- (الرواية السعودية: حوارات وأسئلة وإشكالات) صدر عن دار الكفاح عام 2009م.[7] قدم له الدكتور عبد الله الغذامي، وتضمن الكتاب حوارات مع روائيين سعوديين أجريت ما بين عام 2003م إلى عام 2009م مدونةً مرحلة مهمة من تاريخ الرواية في المملكة العربية السعودية.[8]
- (حوارات في الرواية العربية) صدر عن دار أثر عام 2011م. وتضمن الكتاب سلسلة من الحوارات أجراها المؤلف مع ما يزيد على ثلاثين روائياً عربياً منهم: عبد الله إبراهيم، يوسف زيدان، محمد المنسي، الحبيب السالمي، علوية صبح، رشيد الضعيف، أمير تاج السر، منصورة عز الدين، غالية قباني، أحمد عبد الله، أميرة القحطاني، لمياء باعشن، معجب الزهراني، عبد الله بن بخيت، بدر ومحمد السماري، عبده خال، أثير عبد الله، إبراهيم الخضير، عواض شاهر، يوسف المحيميد.[9]
- (ماجد عبد الله: قراءة وتأمل في أسطورة الكرة السعودية) صدر عن دار أثر عام 2013م.[10] ويتناول الكتاب مسيرة اللاعب ماجد عبد الله مع فريقه النصر ومع المنتخب السعودي.[11]
- (على هامش السرد) صدر عن دار أثر عام 2015م.[12]
- (القارئ على الناصية الأخرى) صدر عن دار روايات عام 2017م.[13]